# (840) Zenobia
(840) Zenobia ist ein Asteroid des Hauptgürtels, der am 25. September 1916 vom deutschen Astronomen Max Wolf in Heidelberg entdeckt wurde.
Zur Herkunft des Namens gibt es zwei Vermutungen: Zum einen könnte die slawische Göttin der Jagd Zenobia gemeint sein oder aber Zenobia die Königin von Palmyra.

## Trivia
Der Name des Asteroiden wurde 1945 verwendet für die Taufe des US-amerikanischen Angriffsfrachtschiffs (Attack Cargo Ship) der Artemis-Klasse USS Zenobia (AKA-52).